# Daan Bekker
Daan Bekker est un boxeur sud-africain né le 9 février 1932 à Dordrecht et mort le 22 octobre 2009 à Pretoria.

## Carrière
Il participe aux Jeux olympiques d'été de 1956 et 1960 en combattant dans la catégorie poids lourds et remporte la médaille de bronze en 1956 et la médaille d'argent en 1960.

### Parcours auxJeux olympiques
Jeux olympiques d'été de 1956 à Melbourne (poids lourds) :
- Bat José Giorgetti (Argentine) par KO au premier round
- Perd contre Pete Rademacher (États-Unis) par KO au troisième round

 Jeux olympiques d'été de 1960 à Rome (poids lourds) :
- Bat Władysław Jędrzejewski (Pologne) par arrêt de l'arbitre au premier round
- Bat Obrad Sretenovic (Yougoslavie) par KO au premier round
- Bat Günther Siegmund (RDA) 4-1
- Perd contre Franco De Piccoli (Italie) par KO au deuxième round